# 陈莉 (1955年)
陈莉（1955年7月—），女，汉族，广东海口（今属海南）人，中华人民共和国政治人物，曾任海南省政协副主席，第十二届全国政协委员。